# Битка при Цединя
Битката при Цединя (на латински: Cedynia; на немски: Zehden; на полски: Cedynią) при днешна Цединя на Одер се състои на 24 юни 972. Армията от Мешко Полски побеждава силите на Одо фон Лаузитц. Дали битката в действителност е проведена в близост до днешния едноименен град се оспорва в модерната история.
Mешко Пяст, първият документиран владетел на Полша, успешно провежда кампания в областта, а след това и срещу западнославянските племенна. Тези територии също са желани от Император Ото I и немските благородници. Въпреки различията Mешко се споразумява с Ото I, сключвайки съюз и заплащайки на дължимото на империята по-късно. Но за другите нобили, които Ото I е инвестирал в земите в бившата Саксонска източна марка, най-вече Одо I, липсва компенсация. Битката се води за да се определи притежанието на земята между Mешко и Одо. Записите за битката са оскъдни, тя е описана накратко от хрониста Титмар Мерзебургски (975 – 1018), чийто баща е участвал в нея (Chronicon II.19), и е споменат от Гал Аноним през 12 век и в Хроника Полонорум.

## Исторически фон
През 937 саксонския маркграф Геро завладява обширни територии на изток от Елба река, където са покорени племената на полабските славяни. Кралство Германия по този начин са достига Одер и западната граница на младата полска държава. Започват векове германско-полски променливи съседски отношения. След няколко въоръжени сблъсъка взаимоотношенията се уреждат с договор през 963, в който Мешко получава признание за титлата си на херцог и от своя страна признава императорската на Ото.
След смъртта на Геро през 965, неговата обширна марка е разделена на няколко по-малки и контрола в района се упражнява от непроверени военачалници. Херцог Мешко намира повод да улови неподготвена леко защитената и икономически важна зона по устието на Одер в Балтийско море, а и за да се осигури влияние над Померания и Волин. Одо I е облечен във властта над Саксонската източна марка (по-късно наречена Марка Лужица) от император Ото I и е отговорен за събиране на дължимото на племената, което е точка в интересите и на Мешко.
Новият маркграф иска да разшири своята територия и влияние и събра силите си за да атакува, сигурен в победата. Нападението му е частен конфликт със споразуменията, направени с императора, който в същото време се бори да осигури управлението си в Кралство Италия. Въпреки очакванията на Одо битката е спечелена от Мешко.

## Битката според Титмар
Във деветнадесета глава на втората книга от своята Хроника Титмар Мерзебургски описва битката при със следните три изречения:
| original text | Български превод |
| --- | --- |
| Interea Hodo, venerabilis marchio, Miseconem, inperatori fidelem tributumque usque in Vurta fluvium solventem, exercitu petivit collecto. Ad cujus auxilium pater meus comes Sigifridus, tunc juvenis necdumque conjugali sociatus amori, venit solum cum suis, et in die sancti Johannis Baptistae adversus eum pugnantes, primoque vincentes, a fratre ejusdem Cideburo, exceptis tantum comitibus prefatis, omnes optimi milites interfecti oppecierunt in loco, qui vocatur Cidini. Hac de fama miserabili inperator turbatus, de Italia nuncios misit, precipientes Hodoni atque Miseconi, si gratiam suimet habere voluissent, usque dum ipse veniens causam discuteret, in pace permanerent. | Междувременно, почетния маркграф Одо нападна херцог Мисеко, отдал почит на императора Ото I за земите до Вурта, с армия. За помощ му дойде сам баща ми, господаря [Сигифрид], следван от неомъжени непълнолетни мъже и в деня на Йоан Кръстител те воюваха против него, и [само] замалко да са победители, докато неговият брат [на Мешко] Сидебур [Чибор], с изключение на посочените по-горе пълководци [Одо и Сигифрид], уби всички най-добри воини на мястото, наречено Cidini [Цединя]. Смутен от тази нещастна история, от Италия императорът изпрати заповед до Одо, но също и до Мисеко, че докато самият той пристигна, за да разследва с неговата милост случая, те трябва да останат спокойни. |

## Последици
След като император Ото I се връща в Германия, той посредничи за примирие между воюващите страни в Диетата от 973 в Кведлинбург. Според постигнатата договореност Mешко се задължава да прехвърли сина си Болеслав като заложник в императорския двор. Императорът обаче умира няколко седмици по-късно и конфликтът със саксонските маркграфове продължава да тлее. Отношенията с Империята са подобрени с брака на Мешко с Ода, дъщеря на маркграф Дитрих фон Халденслебен от Северната марка.

## Битката в модерната литература
Източниците на информация за реалните бойни операции са в най-добрия случай оскъдни. Броят на войниците на страните не са известни, освен от устни предания. Въпреки това, предвид военна готовност и способност в областта, а и ранга на съперниците би могло да се посочи, че те не трябва да са били повече от 4000 мъже от всяка страна. Маркграф Одо бе подкрепена от саксонския барон Зигфрид фон Валбек, баща на средновековния хронист Титмар. Германските сили най-вероятно разполагат с конница, докато предимствата пред полската страна идват от използването на доста подвижна пехота, много подходяща за бой в неравен терен, както и стрелба с лък.
Херцогът на западните поляни иска да избегне дълга кампания на неговата територия и спира врага по границите си. Борбата е за един от бродовете за пресичане на река Одер, северно от Франкфурт на Одер. Мястото е избрано внимателно. Единственият друг наличен брод е в непосредствена близост до висок хълм, покрит с дървета и заобиколен с блата. По-надолу по течението на Одер е селището, наречено от ТитмарCidini,
Полският херцог с част от своите сили (вероятно да са били повечето от конниците, с които разполага) се отправя към реката, за да се защити брода, оставяйки останалата част от армия под командването на брат си Чибор по хълмовете недалеч от Цединия. По време на началната фаза на битката, Одо прекосява Одер и преследвана Mешко, който бяга към селището, примамвайки Одо в капан. Докато силите на Одо се готвят да нападнат града, армия на Чибор ги напада от хълмовете по фланговете им. Скоро след това, още един удар идва от укрепленията и войници на маркграф бяха заобиколени. Битката се превръща в клане, а Зигфрид и Одо избягват.

## Съвременната епоха
В долното течение на Одер близо до Цединя е издигнат мемориален комплекс, свърза с битката, а също и играл важна роля при честванията на 1000-ната годишнина от основаването на полската държава през 1966 година. Историята на битката е популяризирана чрез различни средства: митинги, паметници, съобщения в пресата, научнопопулярни, пътеводители, прозаични и лирични произведения, филми, специален медал, пощенски марки и пликове.
Битката е описана от Рафал Корбал в книгата му от 1997 „Известни битки в полската история“ (на полски: Słynne bitwy w historii Polski).
Последните преоценка са довели до съмнения дали битката е протекла в близост до днешния град. Според Pawel Migdalski, „Цединя е загубила своята пропагандна стойност, а сега е само един от няколкото по-малки гранични градове“. В памет на битката се провежда ежегоден фестивал и възстановки.

### Книгопис
- Gerstenberg, Julia. Cedynia: eine unscheinbare Stadt am Rande Polens, die alle Polen kennen //  Terra Transoderana. Zwischen Neumark und Ziema Lubuska.   Berlin, be.bra Wissenschaftsverlag, 2008. ISBN 978-3-937233-50-5. S. 79 – 85. (на немски)
- Korbal, Rafał. Słynne bitwy w historii Polski.   1997. ISBN 83-7083-801-4. (на полски)
- Ranft, Andreas. Der Hoftag in Quedlinburg 973. Von den historischen Wurzeln zum Neuen Europa.   Akademie Verlag, 2006. ISBN 3-05-004113-7. (на немски)